# Making Waves
Making Waves ist ein britisches Kurzfilmdrama von 1987 unter der Regie von Jenny Wilkes. Das Drehbuch von Wilkes beruht auf einer Kurzgeschichte der irischen Schriftstellerin Clare Boylan. Die Hauptrollen im Film sind besetzt mit Sheila Hancock, Kenneth Cranham und Lila Kaye. Ann Wingate, die den Film produziert hatte, wurde für und mit ihm für einen Oscar in der Kategorie „Bester Kurzfilm“ nominiert.

## Inhalt
Eine Gruppe von älteren Frauen verbringt ein verlängertes Wochenende in Great Yarmouth am Meer. Da die Saison vorbei ist, ist der Ferienort weitgehend menschenleer. Mrs. Nash hat ihren erwachsenen Sohn Joe mitgenommen und beobachtet ihn aufmerksam. Den anderen Frauen erklärt sie, dass Joe der ständigen Überwachung bedarf, da er ein Blutgerinnsel im Kopf habe, das jederzeit platzen könne, was lebensbedrohlich sei. Auch Joe erzählt allen, die es wissen wollen oder auch nicht, von der Gefahr, in der er schwebe. Auf der anderen Seite macht sich Mrs. Nash immer mal wieder über das Unglück ihres Sohnes lustig, was nicht zusammenzupassen scheint. Den Damen fällt auf, dass Joe, der etwas einfältig zu sein scheint, ziemlich verwöhnt ist. Außerdem kennzeichnet ihn eine seltsam monotone Sprechweise. Wenn er singt, was er gern tut, verliert sich das jedoch. 
Die flatterhafte Rentnerin Doris Moore, die oft sehr gedankenlos handelt, lässt sich jedoch nicht beirren und versucht, Joe näherzukommen, der zwar eine kognitive Beeinträchtigung zu haben scheint, aber gut aussieht. So schleicht sie sich eines Nachts in Joes Zimmer und in sein Bett. Joe kuschelt sich an sie und verrät Doris sodann, dass seine Mutter ihn ständig überwache, weil er einmal eine Frau getötet habe. Entsetzt schreit Doris so laut auf, dass sie die anderen Hotelgäste aufweckt.
Tatsächlich hat Joe kein Blutgerinnsel. Er ist geisteskrank und wurde in die Obhut seiner Mutter entlassen, nachdem er eine Frau getötet hatte. Darum kann Mrs. Nash keinen Schritt ohne ihn tun.

## Produktionsnotizen
Produziert wurde der Film von British Screen Productions in Zusammenarbeit mit Channel 4 Television und Production Pool. Präsentiert wurde Making Waves von The Short & Curlies und Film Four International.

## Auszeichnung
Oscarverleihung 1988
- Nominierung für Ann Wingate in der Kategorie „Bester Kurzfilm“